# ماليك ديوب
ماليك ديوب هو عداء سريع سنغالي، ولد في 24 أغسطس 1942.

## وصلات خارجية
- ماليك ديوب على موقع أوليمبيديا (الإنجليزية)